# Église Saint-Rémy de Suzanne
Pour les articles homonymes, voir Église Saint-Rémi.
L'église Saint-Rémi de Suzanne est une église paroissiale catholique située sur le territoire de la commune de Suzanne, dans le département de la Somme à l'est d'Amiens.

## Historique
La précédente  église de Suzanne ayant subi incendie et destruction militaire en 1636, fut reconstruite au XVIIIe siècle par la volonté de François-Louis d'Estourmel, seigneur du lieu. Le 22 septembre 1788, le prince de Condé séjournant au château de Suzanne se rendit dans la nouvelle église.

## Architecture et ornementation

### Extérieur
L'église ne fut reconstruite, en brique et pierre sur le même emplacement que l'édifice détruit. De style néo-classique, elle présente un plan allongé à vaisseau unique. La nef à cinq travées est éclairée par de larges baies au sommet semi-circulaire. Le chœur plus étroit que la nef se termine par une abside polygonale renforcée par des contreforts. La façade d'une grande sobriété est percée d'un portail central surmonté d'un clocher massif octogonal terminé par un toit en flèche couvert d'ardoise.

### Intérieur
Le décor intérieur a été réalisé au xixe siècle : maître-autel, boiseries, tableau, etc.. Le confessionnal provient de l'ancienne collégiale Saint-Fursy de Péronne.